# Стаднік Олександр Васильович
Олександр Васильович Стаднік (нар. 7 липня 1977, смт Смоліне, Маловисківський район, Кіровоградська область) — український юрист, адвокат, державний службовець. Голова Миколаївської облдержадміністрації з 18 вересня 2019 року по 17 листопада 2020 року.

## Життєпис
Олександр Стаднік народився 7 липня 1977 року в смт Смоліне, Маловисківського району, Кіровоградської області в сім’ї робітників. Мати — вихователь дитячого садку, педагог. Батько — шахтар.

### Освіта
В 1994 році закінчив загальноосвітню школу. Навчався в Маловисківській автошколі при воєнкоматі ОСО України, отримав водійське посвідчення категорії А, В, С.
З 2001 по 2003 рік навчався в Кіровоградському технікумі економіки та права ім. Сая.
З 2003 по 2006 рік навчався в Київському національному університеті внутрішніх справ, на юридичному факультеті.
У 2016 році закінчив Карпатський університет імені Августина Волошина, здобув ступінь бакалавра психології.
У 2018 році закінчив магістратуру Карпатського університету імені Августина Волошина. Отримав диплом з відзнакою за спеціальністю “Психологія”.
У 2019 році пройшов підвищення кваліфікації за програмою “Організація діяльності голів обласних державних адміністрацій в умовах реформ” від Української школи урядування.
У 2023 році пройшов курс підготовки до Авіаційних правил України «Підтримання льотної придатності повітряних суден та авіаційних виробів, компонентів і обладнання та схвалення організацій і персоналу, залучених до виконання цих завдань» засвідчується № 3019 Льотна академія Національного авіаційного університету
У 2023 році пройшов курс підготовки до Авіаційних правил України «Людські фактори в експлуатації авіаційної техніки» Засвідчується № 3031 Льотна академія Національного авіаційного університету

### Трудова діяльність
У 1995 році працював помічником слюсаря по ремонту автомобілів. Мав категорію слюсаря III розряду по обслуговуванню автотранспорту. 
У 1996 році пройшов військову службу в Миколаєві, в частині №3039 спеціальних моторизованих частин міліції в оперативній групі спеціального призначення швидкого реагування. Під час проходження служби був заступником командира роти спеціального призначення.
У 1998 році призначений заступником начальника торгового відділу Українсько-американського підприємства «АМГ — Україна» у Києві.
У 1999 році перебував на посаді інспектора відділу охорони ТОВ Альфа-Щит" у Києві. 
З 1999 по 2000 рік — начальник охорони ТОВ «АМГ — Україна».
З 2003 по 2008 рік — юрист в ТОВ «Калімфо», м. Київ.
З 2008 по 2011 рік займався підприємницькою діяльністю.
У 2009 році заснував громадську організацію “Незалежне бюро розслідувань”. 
У 2011 році отримав свідоцтво про право на заняття адвокатською діяльністю.
З грудня 2011 року — головний державний податковий ревізор-інспектор відділу організації погашення податкового боргу юридичних осіб управління погашення прострочених податкових зобов'язань ДПІ у Шевченківському районі м. Києва.
Червень 2012 — липень 2013 — заступник начальника, начальник Регіонального управління Департаменту контролю за виробництвом та обігом спирту, алкогольних напоїв і тютюнових виробів ДПС України у м. Києві.
Серпень 2013 — лютий 2015 — начальник управління контролю за обігом та оподаткуванням підакцизних товарів ГУ Міндоходів у м. Києві.
Лютий — червень 2016 — начальник управління контролю за обігом та оподаткуванням підакцизних товарів Головного управління ДФС у м. Києві.
З лютого 2015 по травень 2016 — в.о. начальника Державної податкової інспекції у Дніпровському районі Головного управління ДФС у м. Києві. Інспектор податкової та митної справи І рангу (2013).
З 2016 по 2017 рік працював адвокатом.
З 2017 по 2018 рік — директор з розвитку міжнародних відносин ТОВ “Дінадіс Бізнес Тревел”.
З квітня 2019 року — голова ГО “Незалежне Бюро Розслідувань”.
18 вересня 2019 по 17 листопада 2020 - голова Миколаївської обласної державної адміністрації УКАЗ ПРЕЗИДЕНТА УКРАЇНИ №707/2019

## Політична діяльність
У 2015 році — кандидат у депутати Київської міської ради.
У 2019 році Президент Володимир Зеленський призначив Олександра Стадника на посаду голови Миколаївської обласної державної адміністрації. Перебував на посаді з 18 вересня 2019 по 11 листопада 2020 року.
У вересні 2020 року у розпал пандемії COVID-19 голова Миколаївської ОДА захворів на коронавірус.

## Нагороди
- Грамота “за сумлінне виконання службових обов’язків з охорони громадської безпеки”.
- Грамота командування Миколаївського спеціального моторизованого полку міліції “за сумлінне виконання службових обов’язків з охорони громадського порядку, особистий приклад в боротьбі зі злочинністю та взірцеву військову дисципліну”.
- 1996 — нагрудний знак за зразкову службу І — ІІІІ ступеня ВВ МВС України.
- 1997 — грамота та медаль за I місце у змаганнях за першість ВВ МВС України з багатоборства груп захоплення спецпідрозділів ВВ МВС України; отримав вищу форму відзнаки військовослужбовця підрозділу спеціального призначення, право носити краповий берет на лівий бік, з занесенням відмітки у військовий білет.
- 2019 — відзнака МВС України “Вогнепальна зброя”.
- 2022 - нагрудний знак «За сприяння війську» Головнокомандувачем Збройних сил України генералом Залужним В.Ф.
- 2022 - наказом Генерального директора почесна відзнака Державного концерну «Укроборонпром». «За вагомий внесок у розвиток оборонної промисловості України”
- 2023 - Нагрудний знак «За сприяння оборони Києва» розпорядженням Київського міського голови Кличко В.В.
- 2023 - Нагороджений медалями «За оборону рідної держави», в/ч А4076 та «За вагомий внесок у розвиток оборонної промисловості України»

## Особисте життя
Неодружений.
Має I розряд з плавання.